# 春秋閣 (高雄市)

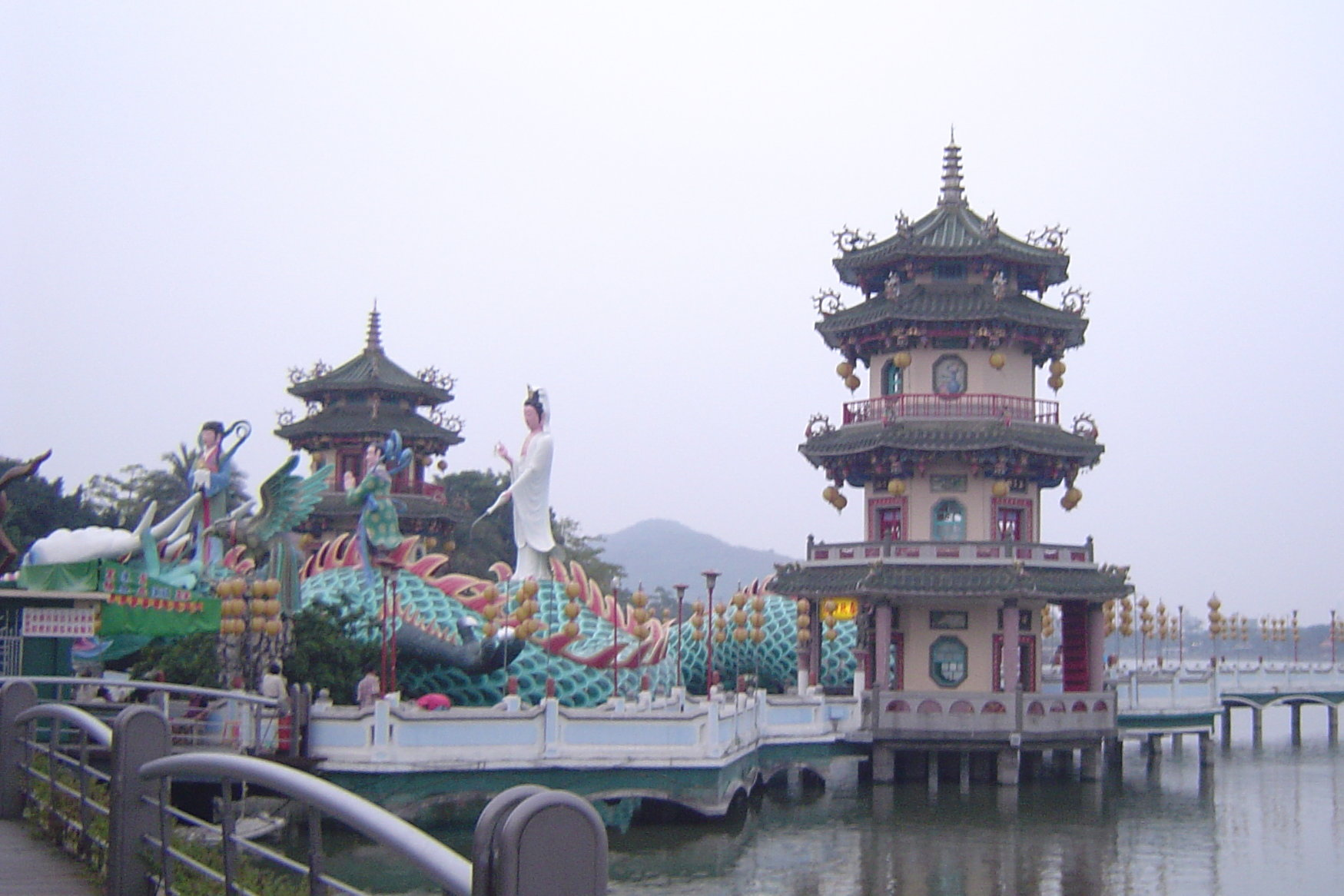
春秋閣

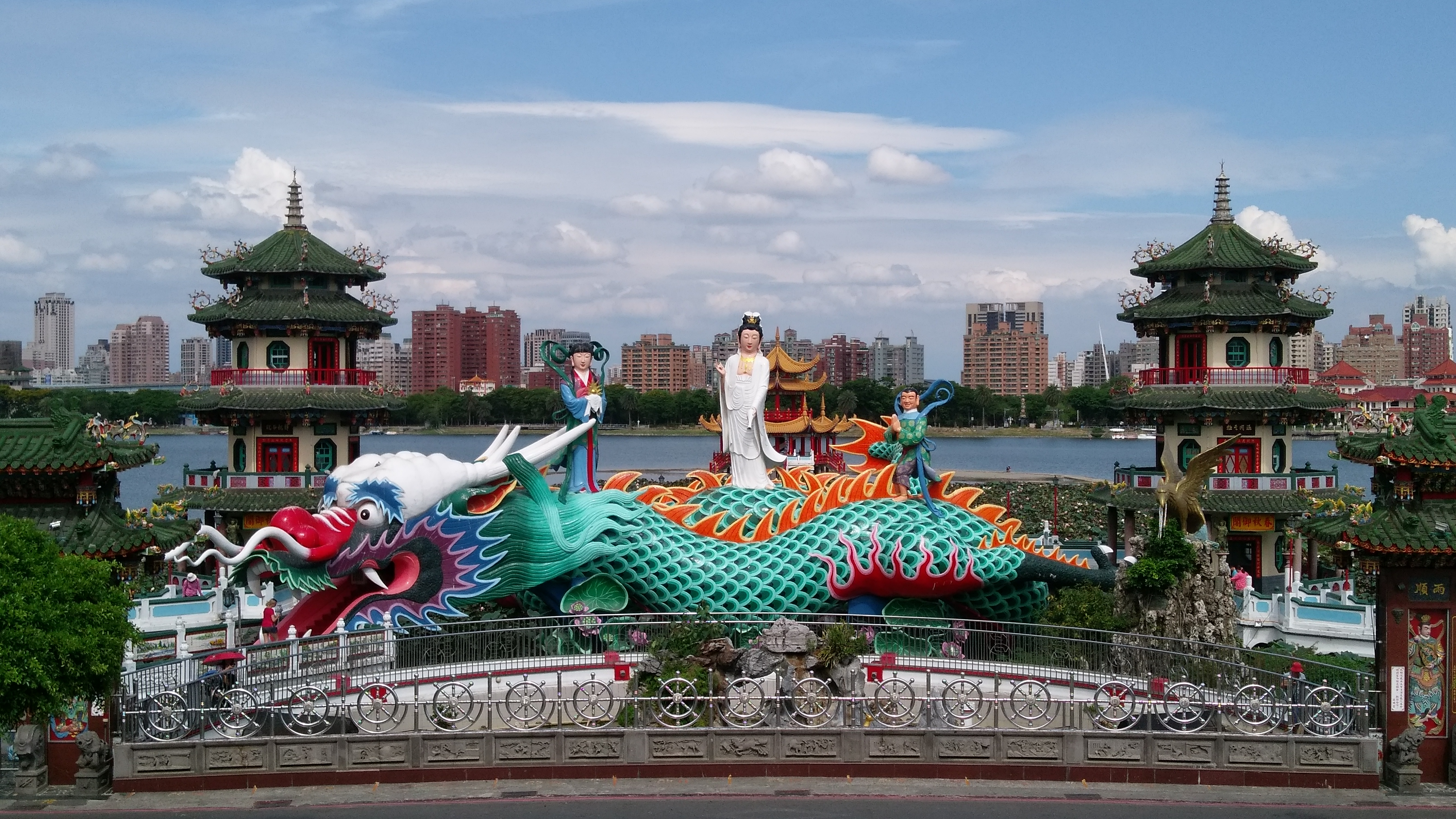
東南帝闕樂善社啟明堂春秋閣（春秋御閣）與五里亭

春秋閣，全名「東南帝闕樂善社啟明堂春秋閣」，又稱「春秋御閣」，是為紀念武聖關公而建的廟宇，位於台灣高雄市左營區的蓮池潭畔。
春秋閣建於民國42年（1953年），為兩座中國宮殿式樓閣，一稱春閣，另一稱秋閣，春秋閣之名取其合稱。兩樓閣各為四層八角，綠瓦黃牆，宛如寶塔，古色古香的塔影倒映水中。其間有九曲橋相通。
春秋閣的前端有一尊騎龍觀音，地方相傳觀音菩薩曾騎龍在雲端現身，指示信徒要依其現身之形態建造聖像在春閣與秋閣之間，故有現在的騎龍觀音聖像。